# Emil Bassermann-Jordan

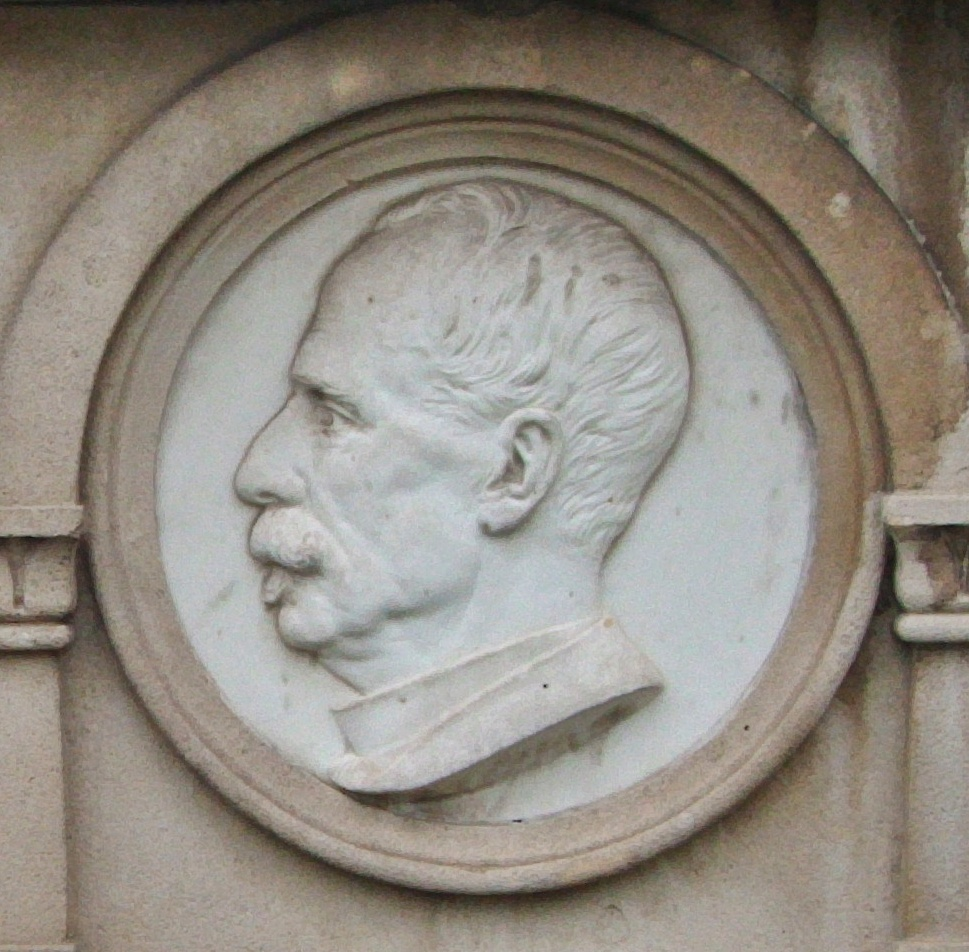
Portraitmedaillon vom Grabstein, Friedhof Deidesheim

Emil Bassermann, ab 1883 Bassermann-Jordan (* 12. April 1835 in Mannheim; † 23. Dezember 1915 in Deidesheim) war ein pfälzischer Weingutsbesitzer und Bankier.

## Familie
Bassermann entstammte der wohlhabenden badisch-pfälzischen Kaufmannsfamilie Bassermann, die mit frater Johannes Bassermann de Radegishusen (Kloster Riddagshausen bei Braunschweig) erstmals auftritt und deren direkte Stammreihe mit Dietrich Bassermann (1615–1682) in Hanau begann. Johann Christoph Bassermann heiratete 1736 die begüterte Witwe Katharina Parvinci und erwarb von seiner Schwiegermutter das Gasthaus „Zu den drei Königen“ in Heidelberg, das den Grundstein für den rasanten gesellschaftlichen und wirtschaftlichen Aufstieg der Bassermanns legte. Sein Großvater Friedrich Ludwig Bassermann war einer der bedeutendsten Mannheimer Unternehmer und Bankiers. Der Vater Bassermanns war Friedrich Daniel Bassermann, einer der bekanntesten liberalen Politiker zur Zeit der Märzrevolution.
Bassermann heiratete am 9. Juni 1864 in Deidesheim Auguste Jordan (* 18. Mai 1841 in Deidesheim; † 25. Januar 1899 in Cannes, Frankreich), die Tochter des Deidesheimer Bürgermeisters und Landrats Ludwig Andreas Jordan (1811–1883), bayerischer Landtagsabgeordneter, Mitglied des Reichstags und Weingutsbesitzer, und der Seraphine Buhl (1813–1870). Seine Söhne waren Ludwig Bassermann-Jordan (1869–1914), von 1905 bis 1914 Bürgermeister Deidesheims, der Weinbau-Historiker Friedrich von Bassermann-Jordan (1872–1959) und der Kunsthistoriker Ernst von Bassermann-Jordan (1876–1932).
Die bayerische Erlaubnis zur Namensvereinigung als „Bassermann-Jordan“ erfolgte am 17. September 1883 auf Schloss Linderhof.

## Leben

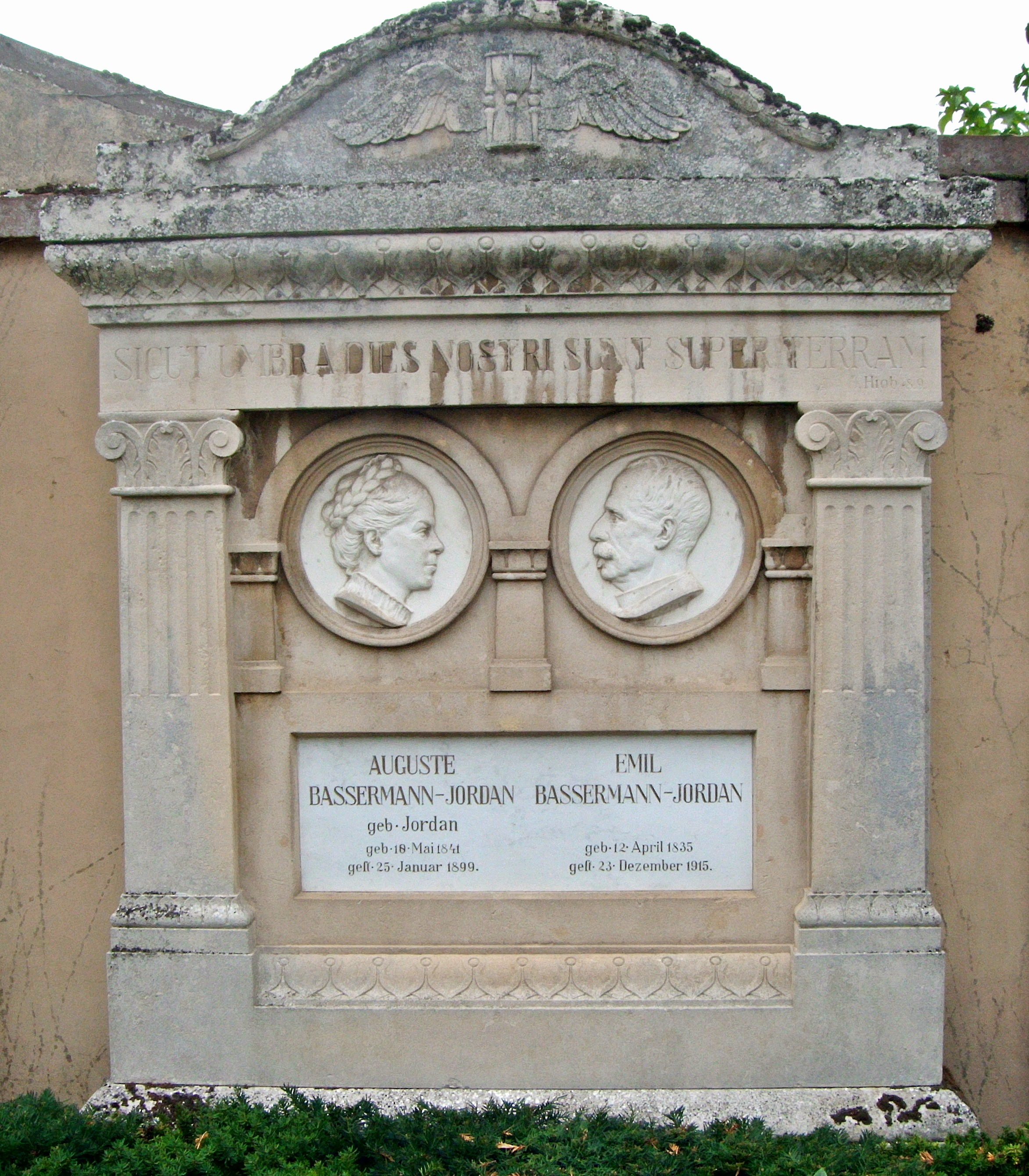
Grabmal, Friedhof Deidesheim

Bassermann war königlich bayerischer Kommerzienrat, pfälzischer Weingutsbesitzer, Bankier und Mitbegründer mehrerer Banken, darunter der Rheinischen Hypothekenbank und der Pfälzischen Hypothekenbank. 
Unter der Leitung Bassermanns vergrößerte sich das ehemals Jordansche Weingut beträchtlich, ebenso wuchs dessen Häuserbesitz an; 21 Häuser in Deidesheim und je eines in Ruppertsberg und Forst gehörten dazu. Von Bassermann wurde besonders der Gewürztramineranbau gefördert; außerdem erfolgte unter ihm der Übergang vom freihändigen Verkauf zum regelmäßigen Versteigerungsbetrieb seiner Weine. Durch eine bedeutende Stiftung ermöglichte er der Bayerischen Akademie der Wissenschaften in München die Ausgrabung der Burg zu Orchomenos und des Aphaiatempels auf der griechischen Insel Ägina unter der Leitung von Adolf Furtwängler.
Nach dem Tod seiner Gemahlin Auguste 1899 überließ er die Bewirtschaftung seines Guts, das heute Weingut  Geheimer Rat Dr. von Bassermann-Jordan heißt,  seinen Söhnen Ludwig und Friedrich.